# The Smurfs Dance Party
The Smurfs Dance Party é um jogo de dança desenvolvido pela Land Ho! e publicado pela Ubisoft, exclusivamente para o sistema Wii. É baseado na Animação 3D da Columbia Pictures e da Sony Pictures "Os Smurfs". O jogo foi lançado em 19 de julho de 2011, na América do Norte. 29 de julho de 2011 na Europa e 08 de setembro de 2011 na Austrália.
The Smurfs Dance Party mistura faixas de topo das paradas com faixas clássicas em mais de 20 danças, todas criadas por coreógrafos profissionais e lideradas pelos lendários personagens azuis.

## Jogabilidade
A jogabilidade é semelhante ao conceito Ubisoft da franquia de dança Just Dance, A Smurfs Dance Party permite que os jogadores dancem ao lado de Papai Smurf, Clumsy Smurf, Brainy Smurf, Grouchy Smurf, Gutsy Smurf, Smurfette e Gargamel. O jogo também inclui um Modo História, baseado nos eventos do filme Os Smurfs, e apresenta 8 músicas.

## Lista de Faixas
A lista de faixas consiste em 25 músicas. 
| Música                                       | Artista                                                                       | Ano  |
| -------------------------------------------- | ----------------------------------------------------------------------------- | ---- |
| "Smurfberry-licious"                         | Tom Zehnder                                                                   | 2011 |
| "Go Go Go Get It"                            | Drew Ryan Scott                                                               | 2011 |
| "More Than a Name"                           | Drew Ryan Scott                                                               | 2011 |
| "Very Blue Moon"                             | Tom Zehnder                                                                   | 2011 |
| "Gargamel"                                   | Mike Eagle and Tom Zehnder                                                    | 2011 |
| "We Have Us"                                 | Drew Ryan Scott, Lily Howard, and Tom Zehnder                                 | 2011 |
| "Everybody Up"                               | Lily Howard                                                                   | 2011 |
| "Welcome to New York"                        | Mike Eagle and Tom Zehnder                                                    | 2011 |
| "Mr. Smurftastic"                            | Justin Bowler                                                                 | 1996 |
| "Living Color"                               | Gigi Abraham                                                                  | 2011 |
| "Like Whoa"                                  | Aly and AJ (Cover de Gigi Abraham)                                            | 2007 |
| "Blame It on the Boogie"                     | Mick Jackson (Cover de Patricia Krebs)                                        | 1978 |
| "The Noisy Smurf"                            | Walmes Steeges                                                                | 1996 |
| "Smurfs (Main Title)"                        | The Smurfs (Cover de Patricia Krebs)                                          | 1981 |
| "I Wanna Dance with Somebody (Who Loves Me)" | Whitney Houston (Cover de Patricia Krebs)                                     | 1987 |
| "We Like to Smurf It"                        | Reel 2 Real Feat. The Mad Stuntman (Cover de Justin Bowler)                   | 1993 |
| "A Year Without Rain"                        | Selena Gomez & the Scene (Cover de Gigi Abraham)                              | 2010 |
| "Walking on Sunshine"                        | Katrina and the Waves (Cover de Gigi Abraham)                                 | 1985 |
| "Who Let the Smurfs Out?"                    | Baha Men (Cover de Tom Zehnder and Brian Ibarra)                              | 2000 |
| "Boom Shack-A-Lak"                           | Apache Indian (Cover de Justin Bowler)                                        | 1993 |
| Barbra Streisand (Canção)                    | Duck Sauce (Cover de Tom Zehnder)                                             | 2010 |
| "Just the Way You Are"                       | Bruno Mars (Cover de Drew Ryan Scott)                                         | 2010 |
| "Smurf This Way"                             | Drew Ryan Scott and Tom Zehnder                                               | 1975 |
| "Higher"                                     | Taio Cruz Feat. Kylie Minogue (Cover de Drew Ryan Scott and David Lee Brandt) | 2011 |
| "One of the Boys"                            | Katy Perry                                                                    | 2008 |

## Recepção
The Smurfs Dance Party recebeu uma pontuação geral de 3,0/10 da Gameplay Today, afirmando que "The Smurfs Dance Party teve a qualidade de um grande sucesso pelo simples fato de ser um jogo de dança sendo feito pelas pessoas que nos trouxeram Just Dance e Just Dance 2. A linhagem não significa nada aqui, porque este jogo não poderia estar mais longe de seus bem-sucedidos primos smurfless. Em 2021, o jogo se tornou um meme da internet, pois os usuários postavam o meme no TikTok.